# Marion Bethune

Marion Bethune

Marion Bethune (* 8. April 1816 bei Greensboro, Greene County, Georgia; † 10. Februar 1895 in Talbotton, Georgia) war ein US-amerikanischer Politiker. Zwischen 1870 und 1871 vertrat er den Bundesstaat Georgia im US-Repräsentantenhaus.

## Werdegang
Marion Bethune genoss eine private Schulausbildung und besuchte danach die De Hagan’s Academy. Im Jahr 1829 kam er mit seiner verwitweten Mutter nach Talbotton, wo er im Handel tätig war. Nach einem Jurastudium und seiner im Jahr 1842 erfolgten Zulassung als Rechtsanwalt begann er in Talbotton in seinem neuen Beruf zu arbeiten. Zwischen 1852 und 1868 war er im Talbot County als Nachlassrichter tätig. Politisch wurde Bethune erst nach dem Bürgerkrieg als Mitglied der Republikanischen Partei aktiv. Er war Mitglied der Versammlung zur Überarbeitung der Staatsverfassung von Georgia, auf der die Austrittserklärung aus der Union aus dem Jahr 1861 widerrufen wurde. Zwischen 1867 und 1871 saß Bethune als Abgeordneter im Repräsentantenhaus von Georgia.
Nachdem dem im Jahr 1868 wiedergewählten Kongressabgeordneten William P. Edwards sein Sitz im Kongress verweigert worden war, wurde Bethune bei der fälligen Nachwahl für den dritten Sitz von Georgia als dessen Nachfolger in das US-Repräsentantenhaus in Washington, D.C. gewählt. Dort trat er am 22. Dezember 1870 sein neues Mandat an. Da er bei den regulären Wahlen des Jahres 1870 nicht bestätigt wurde, konnte er bis zum 3. März 1871 nur die laufende Legislaturperiode im Kongress beenden.
Im Jahr 1872 kandidierte Bethune nochmals erfolglos für das US-Repräsentantenhaus. Ansonsten praktizierte er wieder als Anwalt. Im Jahr 1890 führte er die Aufsicht über den United States Census. Er starb am 20. Februar 1895 in seiner Heimatstadt Talbotton und wurde dort auch beigesetzt.